# フィンランド産業電力
テオッリスーデン・ヴォイマ(フィンランド語: Teollisuuden Voima Oyj、フィンランド産業電力)はフィンランドの電力産業企業協会が保有するフィンランドの原子力関連企業。
最大の株主はポホヨラ電力とフォータムである。オルキルオト原子力発電所を運営しており、2基の沸騰水型原子炉が運用されており、3基目の欧州加圧水型炉が建設中である。また、石炭火力と風力に半分出資している。
2010年4月21日、フィンランド政府はオルキルオト原子力発電所に新しく原子炉を建設する許可を与えることを決定した。この決定は2010年7月1日に議会で承認された。

## 註
1. ↑  “Teollisuuden Voima Oyj”. Business Information System.  Helsinki:  The National Board of Patents and Registration and the Tax Administration, Finland. 2011年10月7日閲覧。
2. ↑  “Teollisuuden Voima Oyj – Articles of Association”.   Teollisuuden Voima Oyj. 2011年10月7日閲覧。 “The name of the company shall be Teollisuuden Voima Oyj, in Swedish Industrins Kraft Abp and in English Industrial Power Corporation.”
3. ↑  “Two out of three for Finland”. World Nuclear News. (2010年4月21日) 2010年5月1日閲覧。
4. ↑  “Finnish government says yes to TVO and Fennovoima”. Nuclear Engineering International (Global Trade Media). (2010年4月21日).  オリジナルの2011年6月13日時点におけるアーカイブ。 2010年5月1日閲覧。
5. ↑  Kinnunen, Terhi (2010年7月1日). “Finnish parliament agrees plans for two reactors”. Reuters 2010年7月2日閲覧。